# Papirus Oxyrhynchus 11
Papirus Oxyrhynchus 11 oznaczany jako P.Oxy.I 11 – fragment komedii nieznanego autora napisanej w języku greckim. Papirus ten został odkryty przez Bernarda Grenfella i Arthura Hunta w 1897 roku w Oksyrynchos. Fragment jest datowany na I lub II wiek n.e. Przechowywany jest w Department of Manuscripts Biblioteki Brytyjskiej (740). Tekst został opublikowany przez Grenfella i Hunta w 1898 roku.
Manuskrypt został napisany na papirusie, w formie zwoju. Rozmiary zachowanego fragmentu wynoszą 14,4 na 14,2 cm. Fragment ten zawiera dwie kolumny tekstu. Tekst jest napisany zwykłej wielkości pionowymi okrągłymi literami uncjalnymi. Akcenty i przedechy są stosowane sporadycznie.